# スカンク属
スカンク属（スカンクぞく、属名：Mephitis〈メフィティス〉）は、北アメリカ大陸に分布するスカンクの仲間。1795年にフランスのエティエンヌ・ジョフロワ・サンティレールおよびジョルジュ・キュヴィエが設立。スカンク科の下位に位置する階級。

## スカンク属を編成する種

### 現生種
スカンク属を編成する現生種はセジロスカンクとシマスカンクの2種である。
セジロスカンク
学名：Mephitis macroura Lichtenstein, 1832

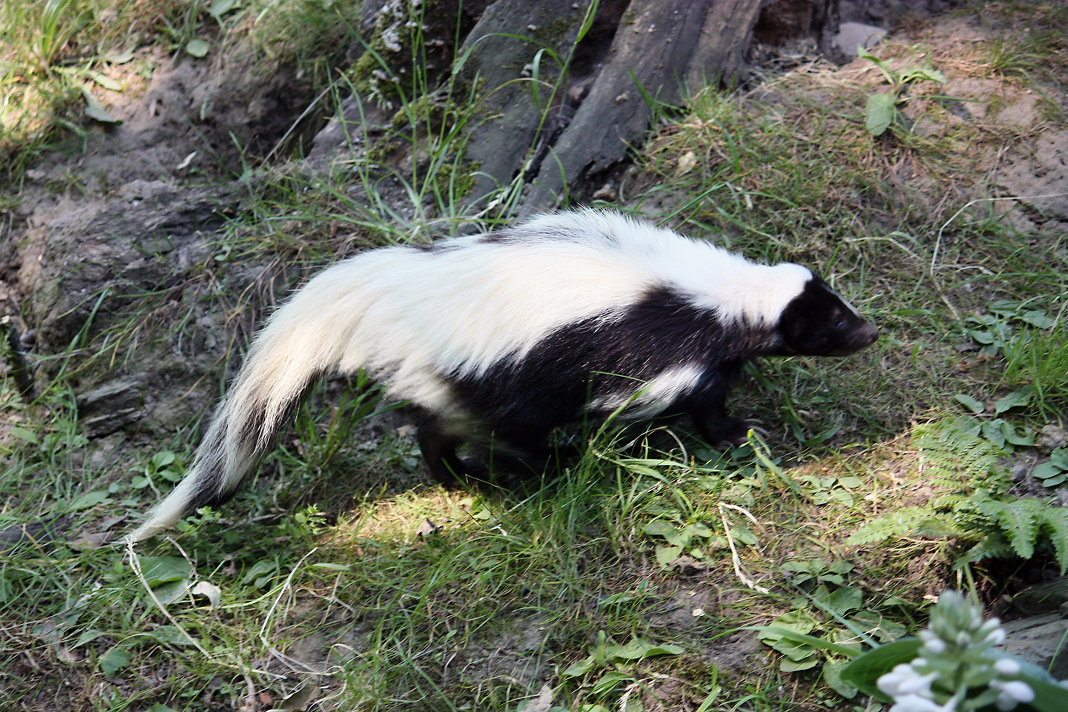
セジロスカンク
M. macroura Lichtenstein, 1832

‍
セジロスカンクはアメリカ、メキシコ、グアテマラ、エルサルバドル、ホンジュラス、ニカラグア、コスタリカに分布する陸生動物。
‍
シマスカンク
学名：Mephitis mephitis (Schreber, 1776)

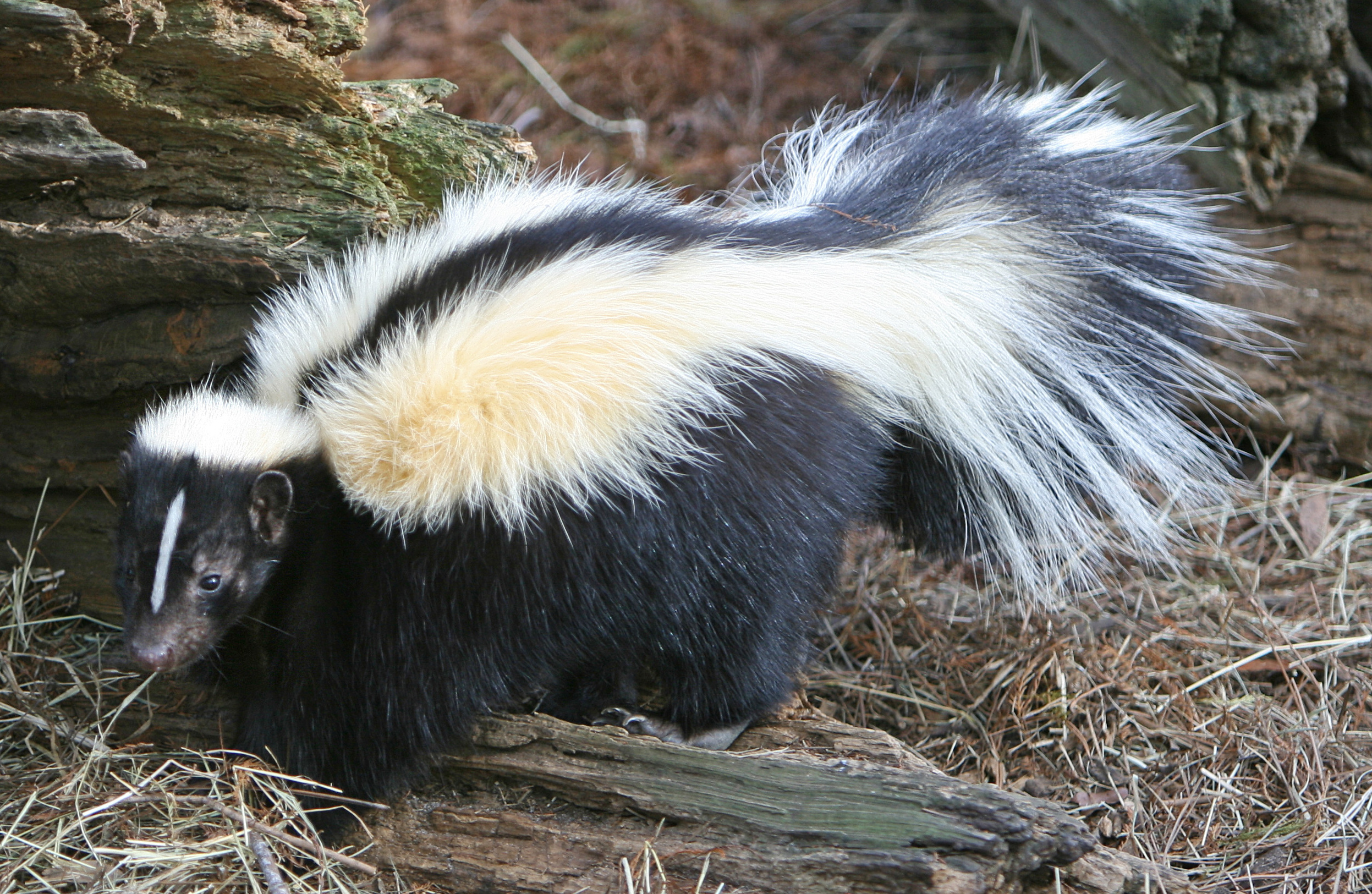
シマスカンク
M. mephitis (Schreber, 1776)

‍
シマスカンクはカナダ、アメリカ、メキシコに分布する陸生動物。
‍

### 化石種
化石が記録されているスカンク属の絶滅種を下記に示す。
学名：Mephitis orthrostica Cope, 1896
Mephitis orthrostica（メフィティス・オルテロスティカ）の化石はペンシルバニア州の更新統から産出した。
‍
学名：Mephitis rexroadensis Hibbard, 1952
Mephitis rexroadensis（メフィティス・レクスロアデンシス）の化石はカンザス州フォックス・キャニオン（レックスロード層）から産出した。
‍

## 参考資料
- 川田伸一郎・岩佐真宏・福井大・新宅勇太・天野雅男・下稲葉さやか・樽創・姉崎智子・横畑泰志、2018、『世界哺乳類標準和名目録．哺乳類科学 58（別冊）：1–53．』、日本哺乳類学会分類群名・標本検討委員会 doi:10.11238/mammalianscience.58.S1